# August Hergenhahn
Jacob Ludwig Philipp August Franz Hergenhahn (né le 16 avril 1804 à Usingen et mort le 29 décembre 1874 à Wiesbaden) est un homme politique libéral nassauvien

## Biographie
Ses parents sont le bailli de Nassau dans le bureau d'Usingen (de) et conseiller judiciaire Johann Carl Salomon Hergenhahn (né le 17 août 1762 à Usingen et mort le 28 mars 1806 dans la même ville) et son épouse Christiane Vigelius (1768-1805), fille du président du district de Nassau, Ludwig Wilhelm Konrad Vigelius et de Marie Christiane Thilemann. Son frère Carl Friedrich (de) (1793-1868) est un lieutenant général nassauvien, sa sœur Christiane Caroline (1790-1857), est une éducatrice bien connue à Francfort-sur-le-Main, et est marié avec le publiciste August Brecht (mort en 1861).
Après la mort prématurée de ses parents, il est élevé par une tante, Mme Böhnig. August Hergenhahn étudie au lycée d'Idstein et termine ses études en 1822 au lycée de Weilbourg (de).
Après des études de droit et de sciences politiques à l'Université de Göttingen et à l'Université d'Heidelberg, August Hergenhahn obtient son doctorat à Heidelberg en 1824. Il travaille ensuite travaillé aux tribunaux d'appel et aux tribunaux de Nassau à Usingen et Wiesbaden. Au cours de ses études, il rejoint l'ancienne fraternité de Heidelberg en 1822.
En 1832, Hergenhahn démissionne de la fonction publique pour des raisons politiques et travaille comme avocat à Wiesbaden. Il devient membre du cercle Hallgarten autour de Johann Adam von Itzstein et maintient des contacts avec des hommes politiques libéraux de premier plan tels que Hansemann, Gagern et Bassermann.
Après que le duché de Nassau a connu une politique de réforme libérale à partir de 1841, Hergenhahn retourne à la fonction publique en 1841 et travaille à la cour d'appel supérieure de Wiesbaden jusqu'en 1848.
En 1846, il est élu pour Wiesbaden à l'assemblée des députés du duché (de), dont il devient président en 1848. Peu de temps après, il quitte le parlement et devient ministre-président du gouvernement de Mars du duché en avril 1848. En septembre de la même année, il est également nommé représentant de Nassau auprès de l'autorité centrale provisoire.
Après que Hergenhahn a participé à la réunion d'Heppenheim, au pré-parlement et à diverses assemblées populaires et est membre du comité des cinquante, il est élu le 18 mai 1848 député de Wiesbaden au Parlement de Francfort où il siègera jusqu'au 30 juin 1849. Dans l'église Saint-Paul,  il est l'un des principaux représentants de la fraction Casino et est membre de nombreux comités, y compris le comité constitutionnel. En novembre 1848, il est brièvement actif comme commissaire de l'Empire du pouvoir central pour la Prusse afin de négocier avec le gouvernement prussien la constitution impériale.
Après que Frédéric-Guillaume IV de Prusse rejette la dignité impériale allemande et la constitution impériale par plusieurs pays, Hergenhahn suggère que le duc rejoigne le camp qui s'oppose au parlement afin de réaliser l'unité allemande au moyen de la constitution de l'Union d'Erfurt. Afin de faciliter ce changement de cap, le 7 juin 1849, il demande à être démis de ses fonctions de ministre-président, ce que le duc Adolphe accepte. Son successeur est Friedrich von Wintzingerode (de). Hergenhahn travaille ensuite à nouveau à la Cour d'appel supérieure. En juillet 1849, il devient également membre du comité de rédaction du Deutsche Zeitung, pour laquelle il écrit en tant que correspondant de Nassau depuis sa création.
En 1850, il est député du parlement de l'Union d'Erfurt.
En 1860, il devient directeur de la cour et de la cour d'appel de Dillenbourg et, en 1861, directeur de la cour et de la cour d'appel de Wiesbaden. En 1863, il devient directeur de la Banque d'État de Nassau (de) avant de diriger à nouveau le gouvernement de Nassau entre 1866 et 1867 au nom de la Prusse. En 1867, en tant que représentant du Parti national-libéral, il est membre du Reichstag de la Confédération de l'Allemagne du Nord pour la circonscription de Wiesbaden 1 (Haut-Taunus-Hoechst-Usingen) 1867, il devient président de la nouvelle cour d'appel de Wiesbaden.
Hergenhahn est initialement membre de la loge maçonnique Die Freunde zur Eintracht à Mayence; En 1858, il est l'un des fondateurs de la Loge Platon pour l'unité permanente à Wiesbaden, dans laquelle il occupe le poste de maître de la présidence entre 1863 et 1866. Jusqu'à sa mort, il est président de l'Association pour l'étude des antiquités et de l'histoire de Nassau.

## Famille
En 1829, il épouse Pauline Sulzer (1806–1880), fille du marchand Friedrich Georg Sulzer de Magdebourg, à Berlin. Le couple a quatre fils et quatre filles, dont:
- August (de) (1830-1903), noblesse prussienne 1883, chef de la police à Francfort-sur-le-Main
- Theodor (de) (1833–1893), juge régional supérieur à Cassel
- Caroline ⚭ Achilles Renaud (de) (1819-1884), professeur de droit
- Helene ⚭ Peter Kerdyk, homme d'affaires (né en 1842)
- Luise ⚭ Friedrich Kyllmann (1841-1919), banquier

## Honneurs
En 2007, sa ville natale d'Usingen honore August Hergenhahn avec une plaque sur sa maison natale, la maison des fonctionnaires au 25, Obergasse à Usingen. La médaille de bronze conçue par le sculpteur Kurt Heinrich a un diamètre de 65 centimètres et est située au-dessus de l'entrée principale.
En janvier 2008, il est également décidé de nommer la rocade de la nouvelle zone de construction Schleichenbach II «August-Hergenhahn-Ring».  Sur les documents officiels, tels que le plan officiel de la ville, la rue est désormais uniquement écrite comme «Hergenhahnring».